# William West
Pour les articles homonymes, voir William West (artiste) et West.
William West est un acteur américain né en 1856 à Wheeling, en Virginie-Occidentale (États-Unis), mort le 9 décembre 1915 à New York (États-Unis). Il a tourné au sein de l'Edison Company.

## Biographie
Il est le père du réalisateur Langdon West.

## Filmographie sélective
- 1907 : The Rivals
- 1912 : Children Who Labor : le détective
- 1912 : Hope, a Red Cross Seal Story : le père d'Edith
- 1913 : At Bear Track Gulch : Old Pete Griffin
- 1914 : The Active Life of Dolly of the Dailies (en)